# IC 1561
IC 1561 је спирална галаксија у сазвјежђу Кит која се налази на листи објеката дубоког неба у Индекс каталогу.
Деклинација објекта је - 24° 20' 25" а ректасцензија 0h 38m 32,4s. Привидна величина (магнитуда) објекта IC 1561 износи 14,1 а фотографска магнитуда 14,9. IC 1561 је још познат и под ознакама ESO 474-8, MCG -4-2-29, AM 0036-243, PGC 2305.